# Ceroplesis thunbergii
Ceroplesis thunbergii là một loài bọ cánh cứng trong họ Cerambycidae.